# Santa Maria del Pianto (Napulj)
Santa Maria del Pianto je crkva u Napulju, Italija. Izgrađena je 1657. u spomen na žrtve kuge 1656., pokopane u obližnjoj Grotta degli Sportiglioni. Njegovo mjesto je bila izvorna jezgra groblja Poggioreale na via vicinale di Santa Maria del Pianto. Dizajnirao ga je Francesco Antonio Picchiatti.

## Vanjske poveznice
|  | Zajednički poslužitelj ima još gradiva o temi Santa Maria del Pianto (Napulj) |